# Issa ibn Muhanna
Xarf-ad-Din Issa ibn Muhannà at-Taí (àrab: شرف الدين عيسى بن مهنا الطائي, Xarf ad-Dīn ʿĪsà b. Muhannā aṭ-Ṭāʾī), més conegut simplement com Issa ibn Muhannà, (m. 1248) fou un cap del clan beduí dels Al Fadl, establerts al desert de Síria.
Va ajudar els mamelucs contra els mongols i va combatre amb altres beduïns al costat del sultà Kutuz a Ayn Jalut (1260) rebent com a premi el feu de Salamiyya. Encara que no tenia bones relacions amb Bàybars I, aquest el va haver de nomenar amir al-Arab (cap dels beduïns) al lloc del seu cosí Ali ibn Hudhayfa ibn Mani, que tenia l'oposició de tothom. El 1277 va dirigir l'avantguarda de les forces mameluques que van envair l'Àsia Menor juntament amb el governador Nur al-Din Ali d'Alep.
Sota Qalàwun es va aliar a Sunkur al-Ashtar, que s'havia revoltat a Damasc i s'havia proclamat rei com al-Malik al-Kamil. Va contactar amb Alà-ad-Din Juwayní, governador il-kànida de Bagdad, però l'acostament als mongols no va durar; el 1281 va anar al Caire on va rebre el perdó de Qalàwun, i va dirigir als beduïns a la batalla d'Homs.
Va morir el maig de 1284. El seu fill, Hussam-ad-Din Muhanna, senyor de Tadmur, el va succeir.